# فیفا ۲۰
فیفا ۲۰ (به انگلیسی: FIFA 20) یک بازی ویدئویی شبیه‌سازی و مرتبط با ورزش فوتبال در سبک ورزشی است که توسط ای‌ای اسپورتس به عنوان یکی از قسمت‌های مجموعه بازی‌های فیفا منتشر شده‌است. این بازی در تاریخ ۲۷ سپتامبر ۲۰۱۹، و در پلت‌فرم‌های مایکروسافت ویندوز، پلی‌استیشن ۴، اکس‌باکس وان، و نینتندو سوئیچ عرضه شد، و همچنین نسخه موبایلی آن (فیفا موبایل) برای سیستم‌عامل‌های اندروید و آی‌اواس منتشر شد.
در این نسخه حالات فوتبال خیابانی و فوتسال افزوده شده‌است که بازیکن قادر است هم به صورت آزاد هم به صورت داستانی شاهد این مسابقات باشد. این نسخه تغییرات قابل توجهی در گیم پلی داشته‌است و حالت ضربه آزاد مستقیم و پنالتی زدن و پنالتی گرفتن که در نسخه‌های قبل بسیار دشوار بود، تغییر کرده و سبک زدن آن‌ها به کلی عوض شده‌است.
در سه نسخه متفاوتی که از فیفا ۲۰ عرضه می‌شود از سه شخصیت متفاوت برای کاور بازی استفاده شده‌است. در نسخه معمولی ادن آزار، در نسخه قهرمانان از ویرجیل فن دایک و در نسخه التیمیت از اسطوره باشگاه رئال مادرید زین‌الدین زیدان استفاده شده‌است.
با توجه به قرار داد بین باشگاه یوونتوس و پی‌ئی‌اس ۲۰۲۰ این تیم در این نسخه از فیفا با نام رسمی، پرچم و پیراهن اصلی حضور نخواهد داشت. این تیم با نام پیمونته کالچیو حضور دارد اما تمام بازیکنان با قیافه و نام اصلی حضور خواهند داشت.
در ۱۲ سپتامبر ۲۰۱۹ دمو بازی فیفا ۲۰ با حضور ۱۰ تیم باشگاه فوتبال اتلتیکو مادرید، بروسیا دورتموند، باشگاه فوتبال آمریکا، باشگاه فوتبال لس آنجلس، لیورپول، چلسی، پاری سن ژرمن، رئال مادرید، آ.اس. رم و ویسل کوبه منتشر شد. در این دمو بازیکنان علاوه بر بازی معمولی ۱۱ به ۱۱ قادر به ۴ دقیقه بازی به صورت ولتا خواهد بود. حجم دموی بازی۷گیگ الی ۸ گیگ هست آنهایی که توانایی خرید نسخه اصلی را ندارند می‌توانند خیلی راحت دموی بازی را دانلود کرده و استفاده کنند.

## تغییرات

### ولتا فوتبال
در پیش نمایش بازی که در کنفرانس ای۳ منتشر شد در این نسخه از فیفا خیابانی یا ولتا استفاده شده‌است و بازیکنان می‌توانند با شکل‌های مختلف به صورت ۳ به ۳، ۴ به ۴ با دروازه‌بان و بدون دروازه‌بان و ۵ به ۵ به رقابت فوتبال خیابانی و فوتسال بپردازند. همچنین قابلیت ساخت بازیکن با جنسیت‌های مرد و زن با هر گونه لباس و خال کوبی می‌باشند. این بخش شامل چند حالت بازی می‌باشد که بازی‌ها به صورت بی قانون و بازی‌ها با قوانین فوتسال می‌تواند برگزار شود. همچنین دو حالت دور چینی زمین با دیوار و بدون دیوار وجود دارد که در صورت وجود دیوار در زمین می‌توان بازیکن تکنیک‌های خود را با کمک دیوار نیز انجام دهد. تکنیک‌های فردی بازیکنان در بخش ولتا بیشتر از حالت عادی می‌باشد. همچنین ۱۷ استادیوم در کشورهای مختلف وجود دارد که می‌توان به صورت ولتا در آن بازی کرد. در بخشی از حالت ولتا شامل حالت داستانی می‌باشد و یک بازیکن که از زمین‌های خاکی بازی خود را شروع می‌کند تا به یک بازیکن حرفه ای تبدیل شود را خواهد داشت که شخصیت اصلی داستان می‌تواند یک شخصیت کاملاً ساخته شده توسط بازیکن باشد.
ولتا فوتبال شامل ۱۷ استادیوم در شهرهای آمستردام، بارسلون، برلین، بوئنوس آیرس، کیپ‌تاون، لاگوس، لندن، لس آنجلس، مکزیکو سیتی، میامی، نیویورک، پاریس، ریو دو ژانیرو، رم و توکیو می‌باشد. هر استادیوم نیز شامل ویژگی‌های منحصر بفرد می‌باشد که تجربه بازی‌های مختلف را نمایش می‌دهد.
در نسخه ۱۱ به ۱۱ معمولی نیز شاهد بالا رفتن کیفیت توپ بازی، کیفیت چمن استادیوم و تغییر نحوه پنالتی زدن و ضربه ایستگاهی خواهیم بود.

### کریر مود
در بخش کریر مود ساخت مربی با هر جنسیت و شکل و شمایل و پوششی اضافه شده‌است. همچنین قابلیت برگزاری کنفرانس قبل از مسابقه و پاسخ به خبرنگاران اضافه شده‌است که پاسخ به این سوالات می‌تواند در عملکرد تیم در مسابقات آتی تأثیر بگذارد. همچنین در نسخه امسال می‌توان به صورت خصوصی با بازیکنان تیم صحبت کرد و از مشکلات آنها در تیم آگاه شد. در صورت شکست تیم دچار تضعیف روحیه خواهد شد و در نتیجه در بازی‌های آینده با قدرت کمتری بازی می‌کنند. در نسخه قبل پیشرفت بازیکنان در این بخش به‌طور معمول از قبل تعیین شده بود که چه بازیکنانی تا چه حدی می‌توانند پیشرفت کنند اما در این نسخه با توجه به وضعیت خوب یا بد در فصلی که بازی می‌کنند پیشرفت یا پسرفت می‌کنند. همچنین این قابلیت وجود دارد تا با انتخاب یک بازیکن به عنوان بازیکن اولیه کریر مود آن را بازنشست کرده و با همان شکل و شمایل به عنوان مربی مشغول به کار شود. مشکلات مربوط به بازی‌های تکراری دو تیم پشت هم در این نسخه برطرف شده‌است و در انتها دو محل جدید برای مذاکرات مربیان با بازیکنان برای عقد قرارداد اضافه شده‌است.

### آلتیمیت تیم
در بخش التیمیت و آنلاین نیز شاهد حضور ۹۰ اسطوره خواهیم بود که ۹ اسطوره جدید شامل دیدیه دروگبا، ایان رایت، رونالد کومان، آندره‌آ پیرلو، زین‌الدین زیدان، پپ گواردیولا، کاکا، جانلوکا زامبروتا و کارلوس آلبرتو تورس حضور خواهند داشت. همچنین تغییرات دیگری در این بخش شامل اضافه شدن توپ مرموز شد که با هر بار بیرون رفتن این توپ یک قابلیت به توپ اضافه می‌شود به‌طور مثال شوت‌ها سهمگین تر یا دریبل‌ها بهتر می‌شود.

### لیگ‌ها و تیم‌ها
در این بازی بیش از ۳۰ لیگ باشگاهی با حضور ۷۰۰ باشگاه از سراسر جهان و ۱۷۰۰۰ بازیکن می‌باشد. لیگ دسته اول فوتبال رومانی به‌طور کامل و تیم باشگاه فوتبال العین به این تیم اضافه شده‌است. همچنین مسابقات رسمی اروپایی نظیر لیگ قهرمانان اروپا، لیگ اروپا و سوپرجام اروپا به‌طور اختصاصی تحت انحصار این بازی می‌باشد که شامل تمام پوشش‌های خبری، تابلو نتایج، گزارشگر اختصاصی و تبلیغات دور زمین می‌باشد.

### ورزشگاه‌ها
در بازی فیفا ۲۰ تعداد ۹۰ استادیوم فوتبال از ۱۴ کشور دنیا شبیه‌سازی شده‌است که در آن استادیوم‌های ورزشگاه برامال لین از باشگاه شفیلد یونایتد از لیگ انگلستان، ورزشگاه‌های ال الکورا برای باشگاه اوئسکا، ورزشگاه ترسا ریورو باشگاه رایو وایکانو و ورزشگاه خوزه زوریلا باشگاه رئال وایادولید به بازی از لیگ اسپانیا اضافه شده‌است. همچنین شاهد اضافه شدن ۱۴ استادیوم از لیگ آلمان به صورت انحصاری خواهیم بود. در آپدیت کوپا لیبرتادورس نیز استادیوم دو تیم ریسینگ و ایندیپنده آرژانتین به بازی اضافه شد.

### گزارشگران
در نسخه‌های گذشته مارتین تایلر و آلن اسمیت گزارشگری را برعهده داشتند و در مسابقات اروپایی گزارشگری بر عهده درک ری و لی دیکسون بود. در این نسخه هر چهار نفر در تمامی مسابقات به صورت چرخشی گزارش می‌کنند و الن مک‌اینلی نتایج همزمان و موقعیت‌های خطرناک بازی‌های همزمان را گزارش می‌کند.

## نسخه‌ها
در نسخه‌های مایکروسافت ویندوز، پلی‌استیشن ۴ و اکس‌باکس وان تمام تغییرات به‌طور کامل انجام شده‌است. در نسخه نینتندو سوئیچ شاهد تمامی تغییرات به جز بخش ولتا یا فوتبال خیابانی هستیم. همچنین این بازی به‌طور رسمی برای کنسول‌های اکس‌باکس ۳۶۰ و پلی‌استیشن ۳ منتشر نخواهد شد و فیفا ۱۹ به‌طور رسمی آخرین بازی سری فیفا برای اکس‌باکس ۳۶۰ و پلی‌استیشن ۳ بوده‌است. .

## ۲۰ بازیکن برتر بازی
1. لیونل مسی (۹۴)
2. کریستیانو رونالدو (۹۳)
3. نیمار (۹۲)
4. ادن آزار (۹۱)
5. کوین دی بروینه (۹۱)
6. یان اوبلاک (۹۱)
7. ویرجیل فن دایک (۹۰)
8. محمد صلاح (۹۰)
9. لوکا مودریچ (۹۰)
10. مارک-آندره تر اشتگن (۹۰)
11. کلین امباپه (۸۹)
12. سرخیو راموس (۸۹)
13. سرخیو آگوئرو (۸۹)
14. جورجو کیه‌لینی (۸۹)
15. روبرت لواندوفسکی (۸۹)
16. هری کین (۸۹)
17. کالیدو کولیبالی (۸۹)
18. انگولو کانته (۸۹)
19. الیسون بکر (۸۹)
20. آنتوان گریزمن (۸۹)

منبع

## بازخوردها
| گردآورنده | امتیاز                                                   |
| --------- | -------------------------------------------------------- |
| متاکریتیک | ایکس‌باکس وان: 80/100 پی‌اس۴: 79/100 نینتندو سوئیچ: 43/100 |

| ناشر         | امتیاز |
| ------------ | ------ |
| فامیتسو      | 34/40  |
| گیم اینفورمر | [ ۲۴ ] |
| گیم‌اسپات     | 8/10   |
| آی‌جی‌ان       | 7.8/10 |
| گل           | [ ۲۷ ] |
| پوش اسکوار   | 6/10   |
| تاک اسپورت   | [ ۲۹ ] |
| تک‌ریدار      | [ ۳۰ ] |
| آیریش تایمز  | [ ۳۱ ] |

بازخوردهای فیفا ۲۰ برای پلی استیشن ۴ و اکس باکس وان نتیجه عالی را بدست آورد اما برای کنسول نینتندو سوئیچ نمره ضعیف را بدست آورد که شرکت الکترونیک آرتز دلیل آن را سیاست‌های این شرکت برای عدم حضور ولتا و برخی از تکنیک‌ها بر روی این کنسول اعلام کرد.
پس از ارائه این بازی مشکلاتی در بخش کریر مود مشاهده شد به‌طور مثال تیم‌های ضعیف به راحتی توان شکست تیم‌های قوی را داشتند و برخی بازیکنان به صورت رندوم پست تخصصی خود را در حین بازی تعویض می‌کردند به دلیل چنین مشکلاتی در شبکه‌های اجتماعی هشتگ #FixCareerMode استفاده و پخش شد. شرکت الکترونیک آرتز نیز اعلام کرد در آپدیت‌های بازی این مشکلات برطرف خواهد شد.

## جوایز
| سال  | جایزه                                   | بخش                                | نتیجه    | منبع   |
| ---- | --------------------------------------- | ---------------------------------- | -------- | ------ |
| ۲۰۱۹ | گیمزکام                                 | بهترین بازی ورزشی                  | نامزدشده | [ ۳۴ ] |
| ۲۰۱۹ | جایزه اهرمک طلایی                       | بهترین بازی چند نفره               | نامزدشده | [ ۳۵ ] |
| ۲۰۱۹ | جایزه تیتانیوم                          | بهترین بازی ورزشی                  | نامزدشده | [ ۳۶ ] |
| ۲۰۱۹ | گیم اواردز                              | بهترین بازی ورزشی                  | نامزدشده | [ ۳۷ ] |
| ۲۰۲۰ | انجمن صنفی سرپرستان موسیقی              | بهترین موسیقی در بازی‌های کامپیوتری | پیروز    | [ ۳۸ ] |
| ۲۰۲۰ | جشنواره طراحی بازی خلاقانه سرگرمی       | بهترین بازی ورزشی                  | پیروز    | [ ۳۹ ] |
| ۲۰۲۰ | فرهنگستان ملی داوران تجارت بازی ویدئویی | بهترین بازی                        | نامزدشده | [ ۴۰ ] |